# Eleanor Aller
Eleanor Aller (Slatkin) (Nueva York, 20 de mayo de 1917 - Los Ángeles, 12 de octubre de 1995) fue una violonchelista estadounidense y fundadora, junto a su marido, Felix Slatkin del Hollywood String Quartet

## Biografía
Nacida en Nueva York, era hija del violonchelista Gregory Aller (nacido Grisha Altschuler), un emigrante judío del Imperio Ruso.
Su madre, Fannie, había estudiado piano en el Conservatorio de Varsovia. Eleanor asistió a Juilliard, donde estudió con Felix Salmond. A los doce años se presentó en público en el Carnegie Hall.
Eleanor Aller se convirtió en violonchelista principal de la orquesta del estudio Warner Bros. en 1939, donde su hermano, el pianista Victor Aller llegó a ser más adelante gerente de la orquesta y donde su padre también tocó durante un tiempo. El mismo año conoció y se casó con Felix Slatkin. Poco después de su boda, la pareja fundó el Hollywood String Quartet, aunque el conflicto bélico hizo que su actividad cesase de inmediato y no se reanudase hasta 1947. Aller también continuó trabajando como intérprete musical en los estudios de Hollywood. Tocó el Concierto para violonchelo de Erich Korngold para la banda sonora de la película Deception (Irving Rapper, 1946), protagonizada por Bette Davis y Paul Henreid. Eleanor también interpretó el estreno del concierto con la Orquesta Filarmónica de Los Ángeles en 1946.
Tras la muerte de Slatkin en 1963, junto a su trabajo con orquestas para películas, Aller tocó en orquestas para grabaciones hechas por Frank Sinatra, que se había convertido en amigo de la familia con el paso de los años. Continuó siendo primer violonchelo de la orquesta del estudio Warner hasta 1972; de 1972 a 1985 ocupó el mismo puesto en los estudios 20th Century Fox.
Aller siguió trabajando como violonchelista principal para bandas sonoras de películas e interpretó un solo escrito especialmente para ella por el compositor y director John Williams para la película de Steven Spielberg Encuentros cercanos del tercer tipo (titulada Encuentros en la Tercera Fase en España) (1977).

## Premios y logros
Aller obtuvo un premio Grammy en 1958 como miembro del Cuarteto de Hollywood por la grabación del Cuarteto nº 13 de Beethoven.
Fue la primera mujer en ser violonchelista principal de una orquesta de un estudio de Hollywood.

## Hijos
Sus dos hijos son el director de orquesta Leonard Slatkin y el violonchelista Frederick Zlotkin.